# П'єтро Дженовезі
П'єтро Дженовезі (італ. Pietro Genovesi, нар. 27 червня 1902, Болонья — пом. 5 серпня 1980) — італійський футболіст, що грав на позиції опорного півзахисника. По завершенні ігрової кар'єри — футбольний тренер.
Всю ігрову кар'єру провів виступаючи за «Болонья», з якою став дворазрвим чемпіоном Італії, а також володарем Кубка Мітропи. Крім того виступав за національну збірну Італії.

## Клубна кар'єра
У дорослому футболі дебютував 1919 року виступами за команду «Болонья», кольори якої і захищав протягом усієї своєї кар'єри гравця, що тривала цілих п'ятнадцять років. За цей час двічі виборював титул чемпіона Італії, ставав володарем Кубка Мітропи.

## Виступи за збірну
1921 року дебютував в офіційних матчах у складі національної збірної Італії. Протягом кар'єри у національній команді, яка тривала 9 років, провів у формі головної команди країни лише 10 матчів.
У складі збірної був учасником футбольного турніру на Олімпійських іграх 1928 року в Амстердамі, на якому команда здобула бронзові нагороди.

## Кар'єра тренера
На додаток до довгої ігрової кар'єри в «Болоньї», Дженовезі був і тренером цієї команди протягом двох коротких періодів. З грудня 1933 по 1934 рік він очолював команду разом з Анджело Ск'явіо і Бернардо Періном, а в січні 1946 року він був тренером в парі з тим же Ск'явіо (до приходу Йозефа Віоли).
Між цими епізодами у 1939–1940 роках П'єтро тренував «Молінеллу» з Серії В, яка під його керівництвом зайняла 15 місце і понизилась у класі.
Помер 5 серпня 1980 року на 79-му році життя.
| Дата       | Місто     | Господарі      | Результат | Гості          | Турнір                             | Голи | Примітки  |
| ---------- | --------- | -------------- | --------- | -------------- | ---------------------------------- | ---- | --------- |
| 20/02/1921 | Марсель   | Франція        | 1 – 2     | Італія         | товариський матч                   | -    |           |
| 23/11/1924 | Дуйсбург  | Німеччини      | 0 – 1     | Італія         | товариський матч                   | -    | 46'       |
| 18/01/1925 | Мілан     | Італія         | 1 – 2     | Угорщина       | товариський матч                   | -    |           |
| 14/06/1925 | Валенсія  | Іспанія        | 1 – 0     | Італія         | товариський матч                   | -    |           |
| 18/06/1925 | Лісабон   | Португалія     | 1 – 0     | Італія         | товариський матч                   | -    |           |
| 29/05/1927 | Болонья   | Італія         | 2 – 0     | Іспанія        | товариський матч                   | -    |           |
| 23/10/1927 | Прага     | Чехословаччина | 2 – 2     | Італія         | Кубок Центральної Європи 1927—1930 | -    |           |
| 06/11/1927 | Болонья   | Італія         | 0 – 1     | Австрія        | Кубок Центральної Європи 1927—1930 | -    |           |
| 09/06/1928 | Амстердам | Єгипет         | 3 – 11    | Італія         | ОІ 1928 - матч за 3-тє місце       | -    | 3-є місце |
| 03/03/1929 | Болонья   | Італія         | 4 – 2     | Чехословаччина | Кубок Центральної Європи 1927—1930 | -    |           |
| Усього     |           | Матчів         | 10        |                | Голів                              | 0    |           |

## Титули і досягнення
- Чемпіон Італії (2):

«Болонья»: 1924–25, 1928–29
- Володар Кубка Мітропи (1):

«Болонья»: 1932
- Володар Кубка Центральної Європи (1):

Італія: 1927–1930
- Бронзовий олімпійський призер: 1928